# Alpine (Nueva Jersey)
Alpine es un borough ubicado en el condado de Bergen en el estado estadounidense de Nueva Jersey. En el año 2000 tenía una población de 2.183 habitantes y una densidad poblacional de 132.5 personas por km².

## Geografía
Alpine se encuentra ubicado en las coordenadas 40°57′16″N 73°55′50″O / 40.95444, -73.93056.

## Demografía
Según la Oficina del Censo en 2000 los ingresos medios por hogar en la localidad eran de $130,382 y los ingresos medios por familia eran $134,721. Los hombres tenían unos ingresos medios de $90,127 frente a los $81,241 para las mujeres. La renta per cápita para la localidad era de $114,417. El 0% de la población estaba por debajo del umbral de pobreza.